# Mesynodites degallieri
Mesynodites degallieri är en skalbaggsart som beskrevs av Alexey K. Tishechkin 2007. Mesynodites degallieri ingår i släktet Mesynodites och familjen stumpbaggar. Inga underarter finns listade i Catalogue of Life.